# Lista de parques nacionais do Japão

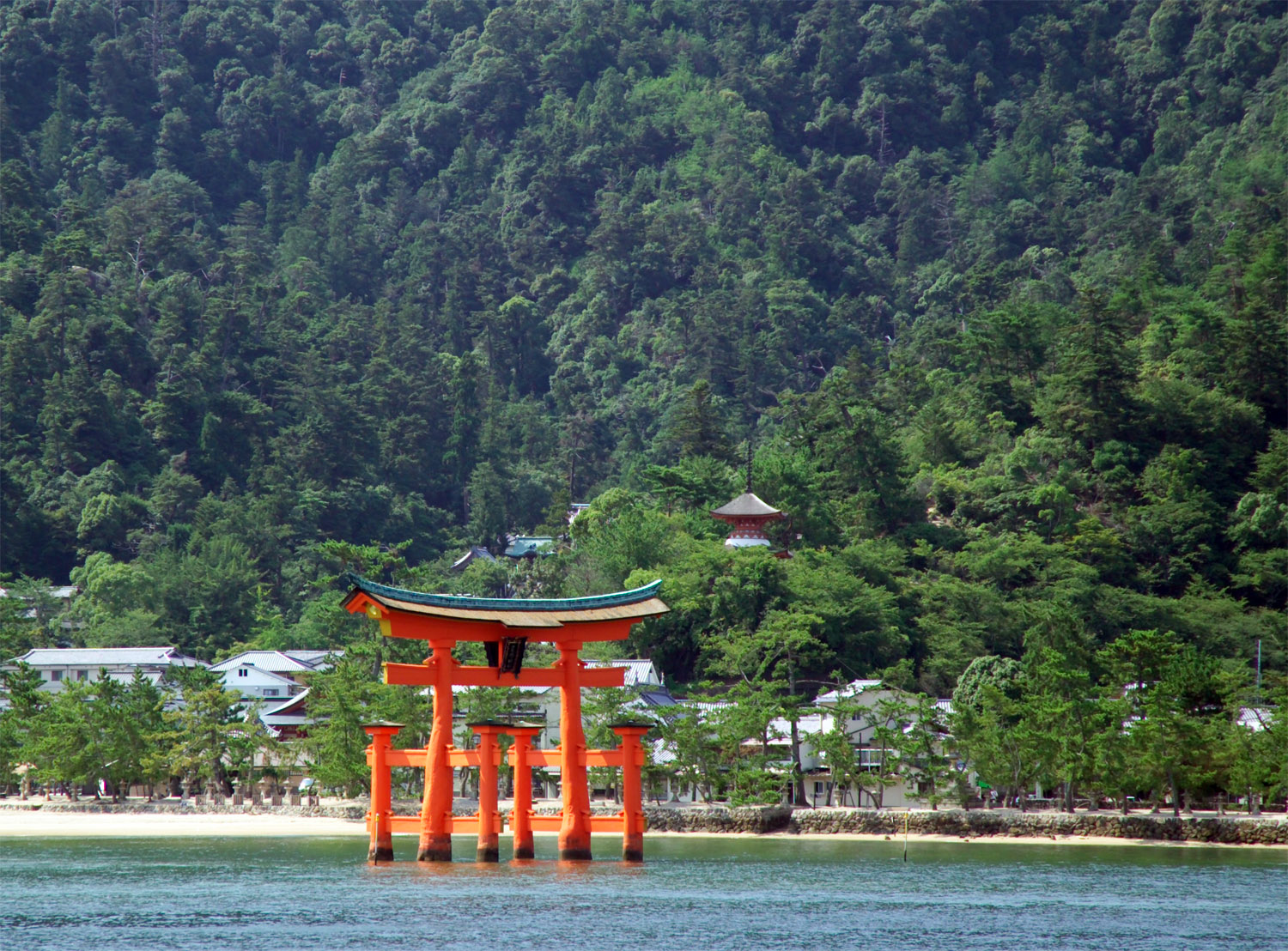
Santuário de Itsukushima no Parque Nacional Setonaikai, o primeiro parque nacional do Japão (estabelecido em 1934)

Parques nacionais(国立公園, Kokuritsu Kōen) e parques quase-nacionais(国定公園, Kokutei Kōen) no Japão são lugares de beleza cênica designados para proteção e uso sustentável criados pelo Ministro do Meio Ambiente sob a Lei dos Parques Naturais(自然公園法)de 1957. Os Parques Nacionais são designados e, em princípio, gerenciados pelo Ministério do Meio Ambiente. Parques quase-nacionais, de uma beleza, tamanho, diversidade ou estado de conservação um pouco menor, são recomendados para designação ministerial e administrados pelas prefeituras sob a supervisão do Ministério.

## História
O Japão estabeleceu seus primeiros kōen (公園) ou parques públicos em 1873 (Parque Asakusa, Parque Asukayama, Parque Fukagawa, Parque Shiba e Parque Ueno). Em 1911, os cidadãos locais solicitaram que os santuários e florestas de Nikkō fossem colocados sob proteção pública. Em 1929, a Associação Nacional de Parques foi formada. Em 1931, a primeira Lei de Parques Nacionais (公園 法) foi aprovada. Depois de muito estudo e pesquisa, em março de 1934 foram estabelecidos os primeiros parques - Setonaikai, Unzen e Kirishima - com mais cinco em dezembro e outros quatro dois anos depois. Três outros parques foram estabelecidos sob a antiga Lei de Parques Nacionais, na Taiwan colonial em 1937: o Parque Nacional Tatun (o menor do Japão); Parque Nacional Tsugitaka-Taroko, (o maior); e o Parque Nacional Niitaka-Arisan  (com a montanha mais alta do Japão). Ise-Shima foi o primeiro a ser criado após a guerra, e outros sete foram adicionados em 1955.
Em 1957, a Lei dos Parques Naturais substituiu a anterior Lei dos Parques Nacionais, permitindo três categorias: os parques nacionais, parques quase-nacionais e parques nacionais das prefeituras. Com pequenas alterações, isso estabeleceu a estrutura que opera hoje. Em 1 de abril de 2014, havia 31 parques nacionais e 56 parques quase-nacionais, com os parques nacionais cobrindo 20.996 km² (5,6% da área terrestre) e os parques quase-nacionais 13,592 km² (3,6% da área terrestre). Além disso, havia 314 parques das prefeituras cobrindo 19.726 km² (5,2% da área terrestre). Em 27 de março de 2015, o 32º Parque Nacional foi estabelecido, Parque Nacional Myōkō-Togakushi Renzan, em 15 de setembro de 2016, 33º, Parque Nacional Yanbaru, e em 7 de março de 2017, 34º, Parque Nacional Amami Guntō, incluindo  Parque Quase-Nacional de Amami Guntō. Em 25 de março de 2016, foi criado um outro parque quase-nacional, o Parque Quase-Nacional Quioto Tamba Kogen.

## Status de proteção
A área de cada parque nacional e parque quase-nacional é dividida em zonas comuns, especiais e marinhas. As zonas especiais são subdivididas em zonas de proteção especial e zonas especiais de classe I, II e III, restringindo o acesso e o uso para fins de preservação. O estado possui apenas aproximadamente metade da terra nos parques.

## Lista de parques nacionais
| Nome                                    | Estabelecido | Região                                                   | Área [ha]                          | Foto |
| --------------------------------------- | ------------ | -------------------------------------------------------- | ---------------------------------- | ---- |
| Parque Nacional Akan-Mashu              | 1934         | Hokkaidō                                                 | 90,481 hectares (223,58 acre(s)s)  |      |
| Parque Nacional dos Alpes Minami        | 1964         | Chūbu                                                    | 35,752 hectares (88,35 acre(s)s)   |      |
| Parque Nacional Ashizuri-Uwakai         | 1972         | Shikoku                                                  | 11,345 hectares (28,03 acre(s)s)   |      |
| Parque Nacional Aso Kuju                | 1934         | Kyūshū                                                   | 72,678 hectares (179,59 acre(s)s)  |      |
| Parque Nacional Bandai-Asahi            | 1950         | Tōhoku                                                   | 186,389 hectares (460,58 acre(s)s) |      |
| Parque Nacional Chichibu Tama Kai       | 1950         | Kantō                                                    | 126,259 hectares (311,99 acre(s)s) |      |
| Parque Nacional Chūbu-Sangaku           | 1934         | Chūbu                                                    | 174,323 hectares (430,76 acre(s)s) |      |
| Parque Nacional Daisen-Oki              | 1936         | Chūgoku                                                  | 35,353 hectares (87,36 acre(s)s)   |      |
| Parque Nacional Daisetsuzan             | 1934         | Hokkaidō                                                 | 226,764 hectares (560,35 acre(s)s) |      |
| Parque Nacional Fuji-Hakone-Izu         | 1936         | Kinki                                                    | 121,695 hectares (300,71 acre(s)s) |      |
| Parque Nacional Hakusan                 | 1962         | Chūbu                                                    | 11,345 hectares (28,03 acre(s)s)   |      |
| Parque Nacional Iriomote-Ishigaki       | 1972         | Kyūshū                                                   | 40,653 hectares (100,46 acre(s)s)  |      |
| Parque Nacional Ise-Shima               | 1946         | Kansai                                                   | 55,544 hectares (137,25 acre(s)s)  |      |
| Parque Nacional Jōshin'etsu-kōgen       | 1949         | Kantō                                                    | 148,194 hectares (366,20 acre(s)s) |      |
| Parque Nacional Kerama Shotō            | 2014         | Kyūshū                                                   | 3 520 hectares (8 700 acre(s)s)    |      |
| Parque Nacional Kirishima-Kinkowan      | 1934         | Kyūshū                                                   | 36,586 hectares (90,41 acre(s)s)   |      |
| Parque Nacional Kushiro-Shitsugen       | 1987         | Hokkaidō                                                 | 28,788 hectares (71,14 acre(s)s)   |      |
| Parque Nacional Myōkō-Togakushi Renzan  | 2015         | Chūbu                                                    | 39,772 hectares (98,28 acre(s)s)   |      |
| Parque Nacional de Nikkō                | 1934         | Kantō                                                    | 114,908 hectares (283,94 acre(s)s) |      |
| Parque Nacional Ogasawara               | 1972         | Kantō                                                    | 6 629 hectares (16 000 acre(s)s)   |      |
| Parque Nacional Oze                     | 1972         | Tōhoku                                                   | 37,200 hectares (91,92 acre(s)s)   |      |
| Parque Nacional Rishiri-Rebun-Sarobetsu | 1974         | Hokkaidō                                                 | 24,166 hectares (59,72 acre(s)s)   |      |
| Parque Nacional Saikai                  | 1955         | Kyūshū                                                   | 24,646 hectares (60,90 acre(s)s)   |      |
| Parque Nacional Sanin Kaigan            | 1936         | Kinki                                                    | 8 783 hectares (22 000 acre(s)s)   |      |
| Parque Nacional Sanriku Fukkō           | 1955         | Tōhoku                                                   | 28,537 hectares (70,52 acre(s)s)   |      |
| Parque Nacional Setonaikai              | 1934         | Kinki, Chūgoku, Shikoku, Kyushu (Manutenção cooperativa) | 67,242 hectares (166,16 acre(s)s)  |      |
| Parque Nacional Shikotsu-Tōya           | 1949         | Hokkaidō                                                 | 99,473 hectares (245,80 acre(s)s)  |      |
| Parque Nacional Shiretoko               | 1964         | Hokkaidō                                                 | 38,636 hectares (95,47 acre(s)s)   |      |
| Parque Nacional Towada-Hachimantai      | 1936         | Tōhoku                                                   | 85,534 hectares (211,36 acre(s)s)  |      |
| Parque Nacional Unzen-Amakusa           | 1934         | Kyūshū                                                   | 28,279 hectares (69,88 acre(s)s)   |      |
| Parque Nacional Yakushima               | 2012         | Kyūshū                                                   | 32,553 hectares (80,44 acre(s)s)   |      |
| Parque Nacional Yanbaru                 | 2016         | Kyūshū                                                   | 13,622 hectares (33,66 acre(s)s)   |      |
| Parque Nacional Yoshino-Kumano          | 1936         | Kinki                                                    | 61,406 hectares (151,74 acre(s)s)  |      |

## Lista de parque quase-nacionais

### Hokkaidō
- Parque Quase-Nacional Abashiri
- Parque Quase-Nacional Hidaka Sanmyaku-Erimo
- Parque Quase-Nacional Niseko-Shakotan-Otaru Kaigan
- Parque Quase-Nacional Ōnuma
- Parque Quase-Nacional Shokanbetsu-Teuri-Yagishiri

### Tōhoku
- Parque Quase-Nacional Shimokita Hanto
- Parque Quase-Nacional Tsugaru
- Parque Quase-Nacional Hayachine
- Parque Quase-Nacional Kurikoma
- Parque Quase-Nacional Minami-Sanriku Kinkazan
- Parque Quase-Nacional Zaō
- Parque Quase-Nacional Oga
- Parque Quase-Nacional Chōkai

### Kantō
- Parque Quase-Nacional Suigo-Tsukuba
- Parque Quase-Nacional Minami Bōsō
- Parque Quase-Nacional Meiji no Mori Takao
- Parque Quase-Nacional Tanzawa-Ōyama

### Chūbu
- Parque Quase-Nacional Echigo Sanzan-Tadami
- Parque Quase-Nacional Myōgi-Arafune-Saku Kōgen
- Parque Quase-Nacional Sado-Yahiko-Yoneyama
- Parque Quase-Nacional Noto Hantō
- Parque Quase-Nacional Echizen-Kaga Kaigan
- Parque Quase-Nacional Yatsugatake-Chūshin Kōgen
- Parque Quase-Nacional Tenryū-Okumikawa
- Parque Quase-Nacional Ibi-Sekigahara-Yōrō
- Parque Quase-Nacional Hida-Kisogawa
- Parque Quase-Nacional Aichi Kōgen
- Parque Quase-Nacional Mikawa Wan

### Kansai
- Parque Quase-Nacional Suzuka
- Parque Quase-Nacional Wakasa Wan
- Parque Quase-Nacional Tango-Amanohashidate-Ōeyama
- Parque Quase-Nacional Biwako
- Parque Quase-Nacional Murō-Akame-Aoyama
- Parque Quase-Nacional Kongō-Ikoma-Kisen
- Parque Quase-Nacional Yamato-Aogaki
- Parque Quase-Nacional Kōya-Ryūjin
- Parque Quase-Nacional Meiji no Mori Minō
- Parque Quase-Nacional Kyoto Tamba Kogen

### Chūgoku and Shikoku
- Parque Quase-Nacional Hyōnosen-Ushiroyama-Nagisan
- Parque Quase-Nacional Hiba-Dogo-Taishaku
- Parque Quase-Nacional Nishi-Chugoku Sanchi
- Parque Quase-Nacional Kita Nagato Kaigan
- Parque Quase-Nacional Akiyoshidai
- Parque Quase-Nacional Tsurugisan
- Parque Quase-Nacional Muroto-Anan Kaigan
- Parque Quase-Nacional Ishizuchi

### Kyūshū
- Parque Quase-Nacional Kitakyūshū
- Parque Quase-Nacional Genkai
- Parque Quase-Nacional Yaba-Hita-Hikosan
- Parque Quase-Nacional Iki-Tsushima
- Parque Quase-Nacional Kyūshū Chūō Sanchi
- Parque Quase-Nacional Nippō Kaigan
- Parque Quase-Nacional Sobo-Katamuki
- Parque Quase-Nacional Nichinan Kaigan
- Parque Quase-Nacional Okinawa Kaigan
- Parque Quase-Nacional Okinawa Senseki